# Rampur Bhawanipur
Rampur Bhawanipur là một thị trấn thống kê (census town) của quận Barabanki thuộc bang Uttar Pradesh, Ấn Độ.

## Nhân khẩu
Theo điều tra dân số năm 2001 của Ấn Độ, Rampur Bhawanipur có dân số 11.303 người. Phái nam chiếm 52% tổng số dân và phái nữ chiếm 48%. Rampur Bhawanipur có tỷ lệ 36% biết đọc biết viết, thấp hơn tỷ lệ trung bình toàn quốc là 59,5%: tỷ lệ cho phái nam là 43%, và tỷ lệ cho phái nữ là 28%. Tại Rampur Bhawanipur, 19% dân số nhỏ hơn 6 tuổi.